# Język ful
Język ful (zwany także: fula, fulani, fulfulde) – język regionu Afryki Zachodniej, używany przez ludy Fula od Senegalu po Kamerun i Sudan. Dzieli się na wiele dialektów. Klasyfikowany w obrębie grupy atlantyckiej języków nigero-kongijskich. Zapisywany najczęściej zmodyfikowanym alfabetem łacińskim, w ortografii przyjętej w 1966 roku na konferencji UNESCO w Bamako. W niektórych rejonach Afryki do zapisu języka fula używa się także pisma arabskiego.

## Ważniejsze dialekty
- Pular Fuuta – używany na terenach dawnego królestwa Futa Dżalon (głównie w obecnej Gwinei, południowo-wschodnim Senegalu, wschodniej Gwinei Bissau i północnym Sierra Leone)
- Fulakunda – używany w Senegalu w regionie Casamance, zachodniej Gwinei Bissau i Gambii
- Pulaar – używany w północnym Senegalu i południowej Mauretanii
- Fulfulde – właściwie grupa dialektów (m.in. bagirmi, adamawa, borgu, maasina), używanych w Mali, Ghanie, Togo, Czadzie, Nigerii, Burkina Faso, RŚA, Beninie, Kamerunie i Sudanie.

## Klasy nominalne i mutacja spółgłosek
Język ful jest językiem o złożonym systemie sufiksalnych klas nominalnych, przy czym wyznacznikiem każdej klasy jest nie tylko odpowiedni sufiks, ale też odpowiednia alternacja spółgłosek tematycznych. Spółgłoski tematyczne ulegają permutacji w trzech stopniach według następującego schematu:
| stopień szczelinowy | stopień zwartowybuchowy | stopień prenazalizacji |
| ------------------- | ----------------------- | ---------------------- |
| f                   | p                       | p                      |
| s                   | ʃ                       | ʃ                      |
| h                   | k                       | k                      |
| w                   | b                       | mb                     |
| r                   | d                       | nd                     |
| j                   | dʒ, g                   | ɲdʒ, ŋg                |
| ɣ                   | g                       | ŋg                     |

Spółgłoski /l/, /t/, nosowe i glotalizowane nie ulegają permutacji.
Przykład
stopień szczelinowy: rawan-du = „pies” (sufiks i stopień mutacji dla liczby pojedynczej)
stopień zwartowybuchowy: dawaa-di = „psy” (sufiks i stopień mutacji dla liczby mnogiej)
stopień prenazalizacji: ndawa-koy = „pieski” (sufiks i stopień mutacji dla zdrobnienia liczby mnogiej)
Permutacjom ulegają też formy czasowników, liczebników i przymiotników.